# Ștefania Vătafu
Ștefania Vătafu (n. 12 iulie 1993, Râmnicu Vâlcea, România) este o jucătoare română de fotbal pe postul de mijlocaș.

## Carieră
A jucat la Clujana Cluj și Olimpia Cluj în Liga I, la UD Granadilla Tenerife, Spania, și la RSC Anderlecht, Belgia. A jucat și în Liga Campionilor cu Clujana Cluj, Olimpia Cluj și RSC Anderlecht.
Este componentă a echipei naționale a României. În 2022 a atins borna de 100 de selecții.

## Palmares
- Campionatul României (8): 2009, 2011, 2012, 2013, 2014, 2015, 2016, 2017
- Cupa României (6): 2011, 2012, 2013, 2014, 2015, 2017

- Campionatul Belgiei (6): 2019, 2020, 2021, 2022, 2023, 2024[8][9]
- Cupa Belgiei (1): 2022